# Rachel Wriothesley
Pour les articles homonymes, voir Wriothesley.
 (janvier 2024).
La mise en forme du texte ne suit pas les recommandations de Wikipédia : il faut le « wikifier ».
Les points d'amélioration suivants sont les cas les plus fréquents :
- Les titres sont pré-formatés par le logiciel. Ils ne sont ni en capitales, ni en gras.
- Le texte ne doit pas être écrit en capitales (les noms de famille non plus), ni en gras, ni en italique, ni en « petit »…
- Le gras n'est utilisé que pour surligner le titre de l'article dans l'introduction, une seule fois.
- L'italique est rarement utilisé : mots en langue étrangère, titres d'œuvres, noms de bateaux, etc.
- Les citations ne sont pas en italique mais en corps de texte normal. Elles sont entourées par des guillemets français : « et ».
- Les listes à puces sont à éviter, des paragraphes rédigés étant largement préférés. Les tableaux sont à réserver à la présentation de données structurées (résultats, etc.).
- Les appels de note de bas de page (petits chiffres en exposant, introduits par l'outil «  Source ») sont à placer entre la fin de phrase et le point final[comme ça].
- Les liens internes (vers d'autres articles de Wikipédia) sont à choisir avec parcimonie. Créez des liens vers des articles approfondissant le sujet. Les termes génériques sans rapport avec le sujet sont à éviter, ainsi que les répétitions de liens vers un même terme.
- Les liens externes sont à placer uniquement dans une section « Liens externes », à la fin de l'article. Ces liens sont à choisir avec parcimonie suivant les règles définies. Si un lien sert de source à l'article, son insertion dans le texte est à faire par les notes de bas de page.
- La présentation des références doit suivre les conventions bibliographiques. Il est recommandé d'utiliser les modèles {{Ouvrage}}, {{Chapitre}}, {{Article}}, {{Lien web}} et/ou {{Bibliographie}}. Le mode d'édition visuel peut mettre en forme automatiquement les références.
- Insérer une infobox (cadre d'informations à droite) n'est pas obligatoire pour parachever la mise en page.

Pour une aide détaillée, merci de consulter Aide:Wikification.
Si vous pensez que ces points ont été résolus, vous pouvez retirer ce bandeau et améliorer la mise en forme d'un autre article.
Rachel Wriothesley (1636 - 29 septembre 1723) est une noble anglaise, aux origines françaises. Elle est l'épouse du parlementaire William Russell, exécuté à la suite du complot de la Rye-House" en 1683. Epistolière de talent, ses lettres sont publiées dès 1773.

## Origines familiales
Son père est Thomas Wriothesley, quatrième comte de Southampton (1607-1667). Ce grand noble anglais se marie en 1634 avec Rachel Ruvigny, d’une famille de moyenne noblesse abbevilloise qui s’était rapprochée des sphères du pouvoir en se mettant au service de Sully (1559-1641), principal ministre de Henri IV (1553-1610), avant de se faire remarquer du roi Louis XIII (1601-1643) pour la fidélité et la loyauté dont ils avaient fait preuve envers lui au moment des ultimes feux de la résistance armée des bastions protestants dans les années 1620.
Des ressortissants huguenots français sont présents dans le comté de Southampton depuis 1567 et forment une communauté bien définie. A l’origine forte de 51 familles, elle s’accroît au cours de la seconde moitié du XVIe, du fait des guerres de religion. A l’évidence sa position géographique y est pour beaucoup puisque le comté est proche de la Manche et donc des côtes françaises. Par la suite, il existe un vrai dynamisme migratoire, dû aussi au commerce ainsi qu’à la présence d’une église française. Ces quelques éléments permettent peut-être de mieux comprendre le mariage du comte avec Rachel. Pour l’historien américain spécialiste du XVIIe siècle anglais, Loïs G. Schwoerer, il s’agit vraisemblablement d’un mariage d’amour. Le comte, venant à Paris pour la seconde fois au moins, a ses entrées chez Sully, parrain de Rachel de Ruvigny, et se trouve bien en cour.
Il fait partie de ces nombreux aristocrates qui se rendent à Paris dans les années 1630. Pour Loïc Bienassis, cette décennie est particulièrement propice à l’étude des voyages parce qu’elle se tient entre les troubles liés à Buckingham (1592-1628), notamment l’aide que ce dernier apporte aux protestants de la Rochelle en 1627 et la guerre civile anglaise dans les années 1640. Ainsi, la présence de Southampton est loin d’être incongrue à Paris, ville dans laquelle il est un anglais parmi les autres, entre les diplomates – comme Walter Montagu (1603-1677) qui s’y rend plusieurs mois en 1631 puis en 1635 - les voyageurs francophiles- comme Kenelm Digby (1603-1665), catholique qui y séjourne pendant plusieurs mois à chacun de ses passages,- ou les voyageurs qui sont en étape pendant leur grand tour - comme Charles et Robert Cecil- fils du comte de Salisbury, qui séjournent pendant deux ans en France.
Les Wriothesley se sont illustrés au service du roi à partir de la première moitié du XVIe. Là, le premier Thomas Wriothesley a été élevé au titre de comte de Southampton, et a obtenu un ensemble de terres entre Winchester et Southampton, tout en exerçant des postes aux plus hautes sphères de l’état. Le titre s’est transmis jusqu’au second Thomas Wriothesley (1607-1667), et tous ont été des serviteurs de la monarchie anglaise.
Rachel, la nouvelle femme de Thomas est veuve d'Elysée de Beaujeu. Elle est réputée  d’une grande vertu, alors même qu’elle faisait l’objet de grandes admirations de la part de gentilshommes pour sa beauté. L’année de l’arrivée de Southampton, le dramaturge Pierre Corneille (1606-1684) lui dédicace d’ailleurs sa pièce La Veuve. Le mariage entre Rachel et Wriothesley permet en tout cas la création de liens familiaux très forts qui vont être déterminants pour les carrières des Ruvigny. Dès 1637, en effet, Henri de Ruvigny accomplit, pour le compte de Louis XIII, une première mission diplomatique vers l’Angleterre. Il s‘agit de féliciter la famille royale pour la naissance de leur fille Anne, et de leur offrir une bague en diamant. Le séjour dure deux mois et, en plus de visiter sa famille, il se rend chez Robert Sidney (1595-1677), comte de Leicester, membre influent du Parlement.

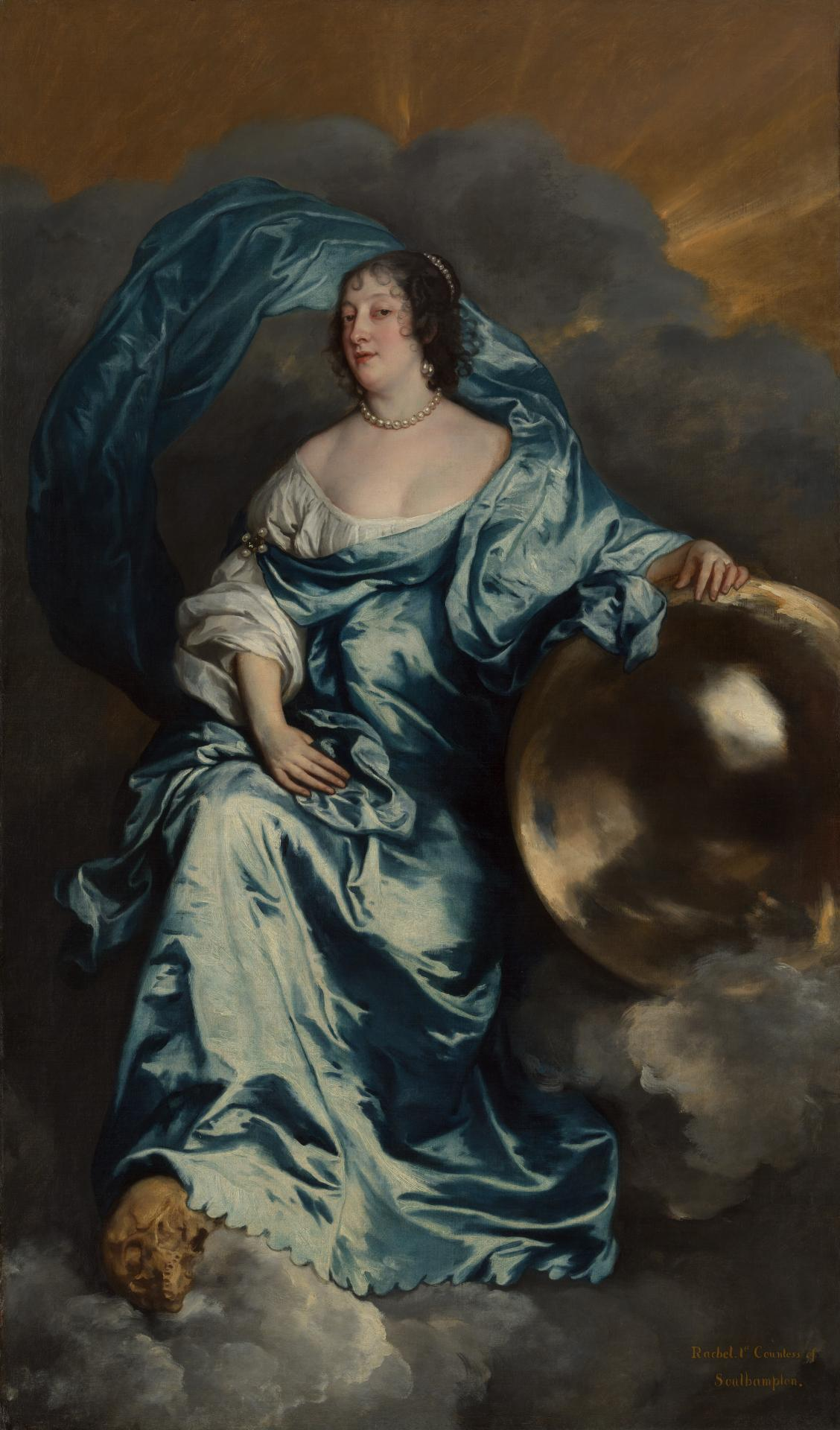
Rachel Ruvigny, mère de Rachel Wriothesley, représentée en allégorie de la fortune par Antoon Van Dyck vers 1640.

Van Dyck représente en peinture lady Rachel Ruvigny dans un tableau dans lequel elle pose en allégorie de la fortune. Ce portrait témoigne des moyens financiers du couple qui est en mesure de passer commande auprès de l’un des peintres du moment. L’aristocrate pose avec une forme d’assurance implacable, véritable déesse qui porte dans sa main le globe doré de la Fortune, et semble descendre de nuages célestes, sorte de paradis. Le drapé très travaillé du tissu bleu s‘envole et dévoile les épaules de la comtesse, dégageant un port de tête flatteur, et laissant ses cheveux noirs et bouclés souligner les perles du collier, de la coiffe et des boucles d’oreille.
En 1640, Rachel Ruvigny meurt en couches. La famille Wriothesley demeure cependant proche de sa famille française. En 1647, Henri de Ruvigny épouse Marie Tallemant, également anglophile et rend de nouveau visite à sa famille anglaise . Celle-ci se rend en France en retour à plusieurs reprises.
Pendant la première révolution anglaise, Thomas Wriothesley s’est fortement engagé pour Charles Ier (1600-1649), lui étant fidèle même après sa mort en refusant de reconnaître Cromwell (1599-1658), ce qui l’illustre aux yeux de Charles II (1630-1685), fils du premier, qui en fait son lord-treasurer après la restauration de 1660.

## Trajectoire personnelle
Le Français est sa langue maternelle. En 1641, elle avait reçu la naturalisation française et son oncle Ruvigny l’avait couchée avec sa sœur sur son testament pour le cas où il n’aurait pas de postérité. Elle visite au moins une fois sa famille française entre 1648 et 1651, et son frère Henri, certainement filleul du premier marquis, qui y avait été envoyé, y est enterré depuis 1643. Au-delà du rayonnement de la langue française auprès des élites européennes, son lien au français est empreint d’affectivité puisque c’est la langue de l’intime et de la famille pour elle.
Elle se trouve, par le second mariage de sa demi-sœur, Lady Elizabeth Wriothesley, la belle-sœur de Ralph Montagu (1638-1709). Ce dernier est ambassadeur d’Angleterre en France de 1662 à 1663, puis ambassadeur extraordinaire en 1669-1672 et en 1676-1678. 
En 1669, Rachel, épouse en secondes noces, lord Russell, issu d’une famille de Parlementaires influents, à la tendance whig et de confession presbytérienne. Ils ont quatre enfants, Anne, Rachel, Catherine et Wriothesley.
Entré au parlement, William Russell est à la tête de la coalition qui, en 1672, renverse le ministère de la cabale. Plus tard, il se prononce contre lord Danby, devenu premier ministre, et sollicite en vain une accusation d'impeachment contre cet homme d'État. Il provoque des rigueurs contre les fauteurs du prétendu complot papiste (inventé par Titus Oates), auquel il croit de bonne foi, et propose d'écarter des conseils du roi le duc d'York, futur Jacques II (1679). Il prend une grande part à l'adoption par les Communes de l'Exclusion Bill qui excluait ce prince du trône, et porte cette loi à la Chambre des lords, qui la rejette en 1680.
Quand Charles II se met à gouverner sans le parlement, il entre dans le complot de Rye-House et est condamné à mort malgré ses dénégations sur la participation au complot. Son ami le duc de Monmouth, lui aussi accusé d’avoir participé au complot, propose à Russell de se rendre si cela pouvait le sauver mais celui-ci refuse, affirmant que cela ne l’aiderait en rien que ses amis meurent avec lui. Il subit son arrêt avec courage le 21 juillet 1683. Lady Rachel Russell et sa famille tombent alors en disgrâce jusqu'à la Glorieuse Révolution malgré des tentatives de réhabilitation du chef de famille. Dans une lettre au roi en 1688, elle-même évoque d’ailleurs cette condamnation et souligne son caractère injuste.
En parallèle, face à la montée des exactions contre les protestants en France dans les années 1680, elle manifeste son intérêt pour ces événements, comme en témoigne une lettre à son ami le docteur Tillotson dans laquelle elle qualifie le roi de France de savage man:
- «  Woborne Abbey, Not. 1686- I read a letter last night from my sister at Paris. She writes as everybody that has humane affections must; and says that of 1,800,000, there is not more than 10,000 esteemed to be left in France, and they, I guess, will soon be converted by the dragoons, or perish. So that near two millions of poor souls, made of the same clay as himself, have felt the rigor of that savage man» [8]

Mais Lady Russell ne fait pas que s’informer au moment de la Révocation, elle montre encore une forme d’excitation quant à l’arrivée des Français qui la pousse à remettre la langue française à l’ordre du jour sous son toit. Elle accueille d'ailleurs en premier lieu son oncle Ruvigny, arrivé en exil. Il s'installera par la suite à Greenwhich.
- « […] we are all well, exercising our French. Master sung a French song yesterday with music, but the girls are all silent. My old uncle is very hearty after his journey; he made all his courts yesterday to the King and Queen in the morning, and Dowager in the afternoon; he was wonderfully well received;  »[9]

La Glorieuse Révolution voit le retour de la famille aux premiers plans des événements politiques. Edward, le frère de son beau-père Russell, (1653-1727) fait partie du groupe des sept immortels qui font appel à Guillaume d'Orange en 1688. Il le sert ensuite dans son conseil et en tant qu’Amiral de sa flotte. Guillaume d'Orange contribue à la révision du jugement sur Lord Russell dès le 7 mars 1689. Son cousin, La Caillemotte, meurt lors de la bataille de la Boyne, en 1690 au service de Guillaume. Il devient par là en quelque sorte martyr de la cause orangiste. Henri de Ruvigny s'engage à son tour, devenant earl of Galway, et proche de Guillaume.
Les cousins Rachel et Henri entretiennent d'ailleurs une amitié très forte. En témoigne de nombreuses lettres entre eux et plus tard son achat d'une propriété près de la sienne pour aller la visiter le plus souvent. Il en fait son héritière et décède à ses cotés en 1720 à Stratton Park.
Russell a laissé un grand corpus de lettres, principalement en anglais, publiées pour la première fois en 1773, et regroupées au XIXe siècle par différents éditeurs, notamment par Parry and Mcmilan (Philadelphie).